# Sars-Poteries Communal Cemetery
Sars-Poteries Communal Cemetery is een Britse militaire begraafplaats gelegen in de Franse plaats Sars-Poteries (Noorderdepartement). De begraafplaats wordt onderhouden door de Commonwealth War Graves Commission.
De begraafplaats telt een Brits graf uit de Eerste Wereldoorlog.